# Milo Burcham
Pour les articles homonymes, voir Burcham.
Milo Burcham, né le 24 mai 1903 à Cadiz (Indiana) et mort le 20 octobre 1944 à Burbank (Californie), est un aviateur américain, à la fois cascadeur et pilote d'essai.

## Biographie
Milo Burcham a grandi à Whittier en Californie dans une communauté Quaker. Il est très vite attiré par l'aviation et s'inscrit à l'École d'aviation de O'Donnell à Long Beach où sa capacité naturelle de piloter attire l'attention de son instructeur de vol et après l'obtention de son brevet, l'école lui offre un emploi d'instructeur.
En décembre 1933, aux commandes d'un Boeing 100, il battit un record du monde en volant sur le dos pendant 4 heures 5 minutes 22 secondes. En 1937, il arriva cinquième du trophée Bendix, aux commandes d'un bimoteur Lockheed L-12 Electra Junior , quelques minutes à peine derrière le vainqueur, le monomoteur Seversky.
Burcham est embauché en 1941 comme pilote d'essai pour Lockheed et passe un an en Angleterre pendant la Seconde Guerre mondiale où il est instructeur en chef chez Lockheed. De retour aux États-Unis, il effectue, le 8 janvier 1943, le premier vol d'essai avec l'avion de ligne Lockheed Constellation. En janvier 1944, il effectue un spectacle aérien sur un avion à réaction XP-80 Shooting Star.
Le 20 octobre 1944, au Lockheed Air Terminal à Burbank, lors du troisième essai du Lockheed Shooting Star, le moteur explose au décollage, ce qui entraîne sa mort.

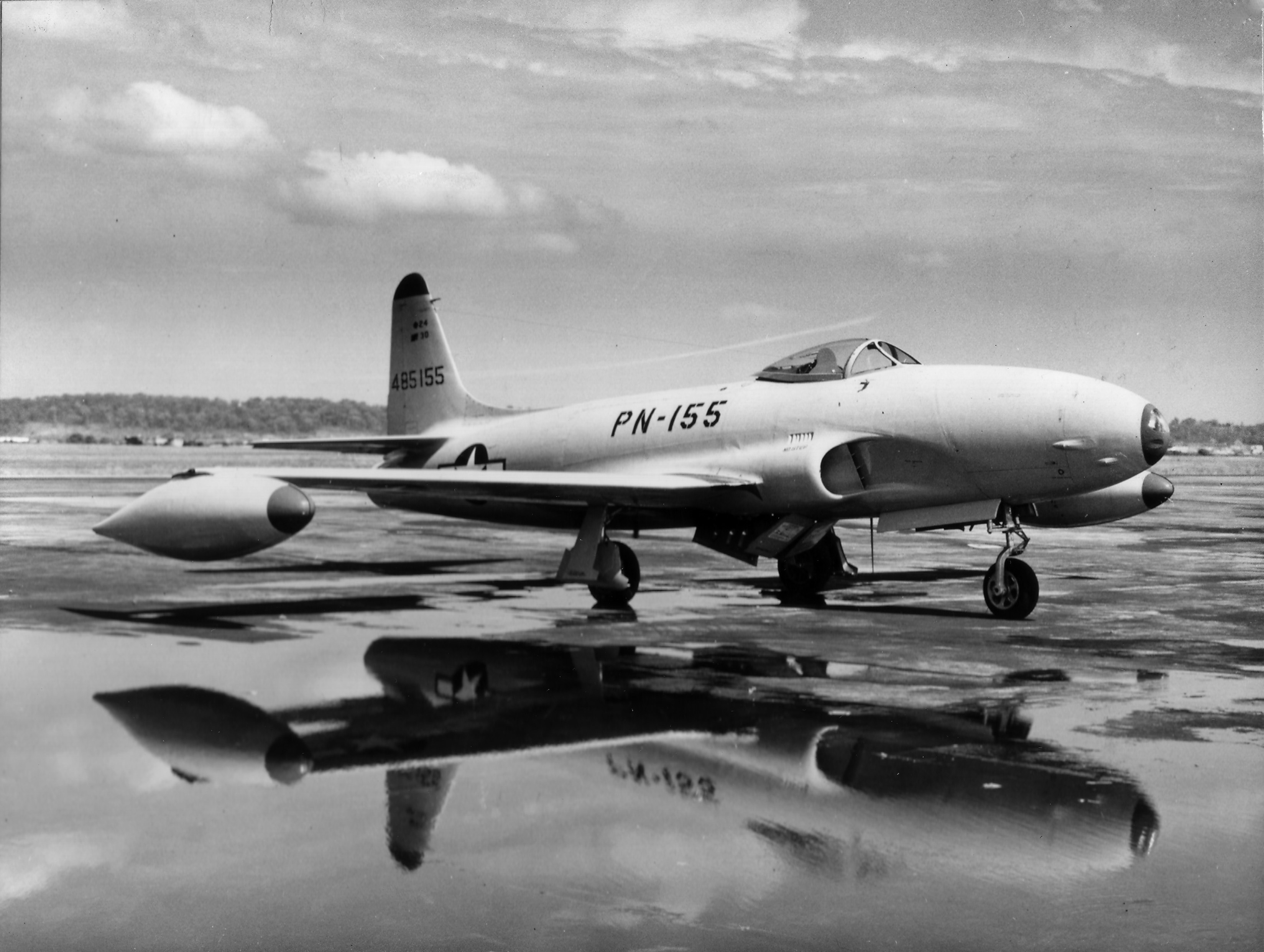
Un Lockheed P-80B.